# دانیل پلتکا

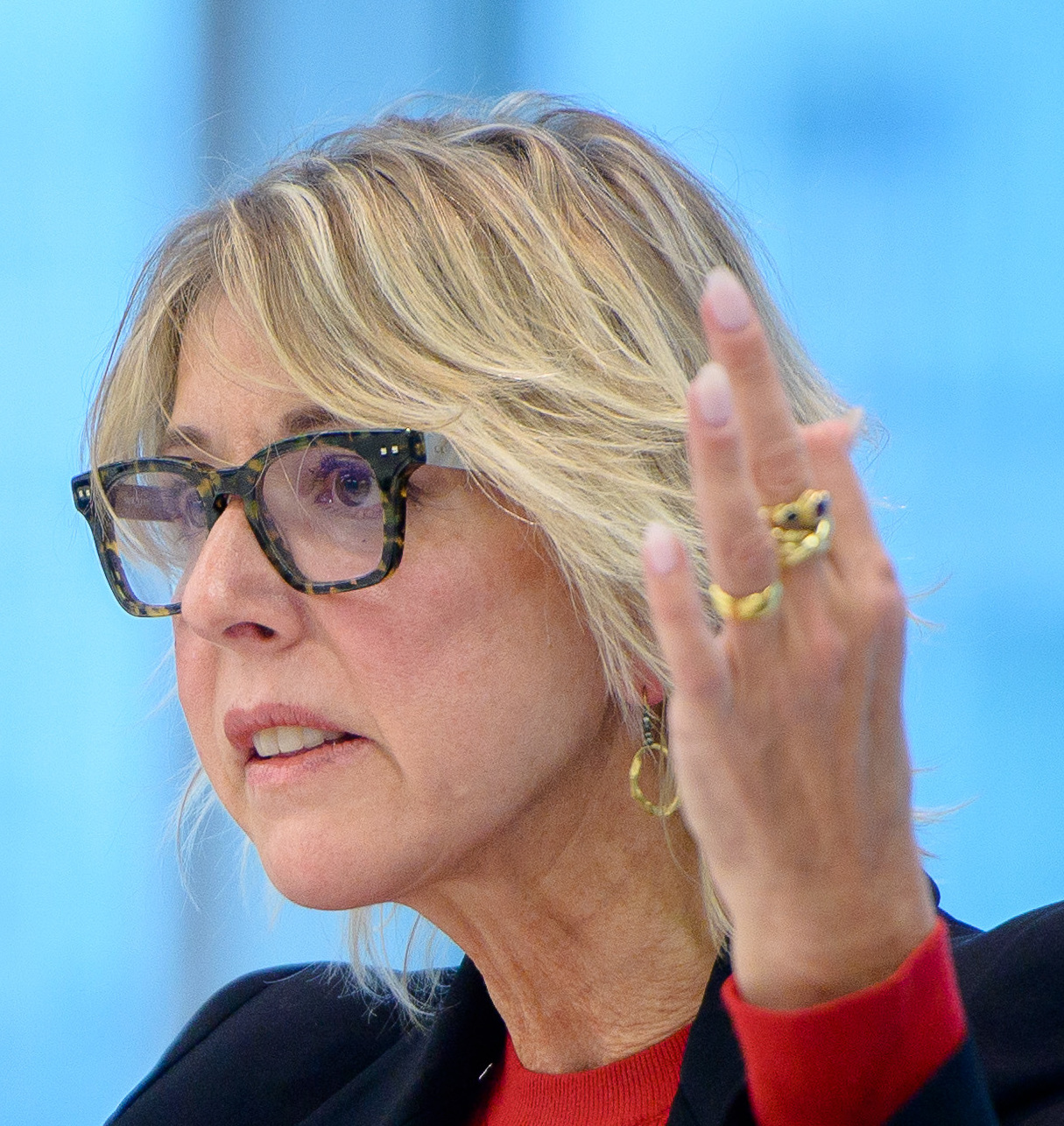
دانیل پلتکا - ۲۰۲۰

دانیل پلتکا (به انگلیسی: Danielle Pletka) معاون تحقیقات سیاست دفاعی و خارجی موسسه امریکن اینترپرایز (AEI)
متولد ۱۲ ژوئن ۱۹۶۳ (میلادی) در ملبورن استرالیاست.

## زندگی شخصی
پلتکا با استفن رادمیکر، که دستیار وزیر امور خارجه در امور امنیت بین‌المللی و منع گسترش سلاح‌های هسته‌ای (از جمله رئیس اداره کنترل تسلیحات) در دولت جورج دبلیو بوش بود، ازدواج کرده است.

## دیدگاه ها
در ۲۳ مارس ۲۰۲۴ دانیل پلتکا در گزارشی به تغییر سیاست امریکا و غرب در خصوص ایران اشاره می کند و با ارائه مثال هایی سعی در اثبات این موضوع دارد. فروش روزانه نفت ایران، عدم تمدید تحریم های ایران و… برخی از این مثال ها است.